# أنجانا سلطانة
أنجانا سلطانة (27 يونيو 1955 - 4 يناير 2025)، هي ممثلة سينمائية من البنغلاديش. شاركت في أكثر من 300 فيلمًا. فازت بجائزة الفيلم الوطني البنجلاديشية لأفضل ممثلة عن دورها في فيلمParineeta (1986).

## روابط خارجية
أنجانا سلطانة على موقع IMDb (الإنجليزية)
- أنجانا سلطانة على موقع قاعدة بيانات الفيلم (الإنجليزية)